# Аит Хамми, Милуд
Милуд Аит Хамми (араб. ميلود حيمي‎; род. 8 июля 1978, Рабат) — марокканский боксёр, представитель полусредней весовой категории. Выступал за национальную сборную Марокко по боксу в 2000-х годах, чемпион Африки, победитель и призёр многих турниров международного значения, участник летних Олимпийских игр в Афинах.

## Биография
Милуд Аит Хамми родился 8 июля 1978 года в Рабате, Марокко.
Впервые заявил о себе в боксе на взрослом международном уровне в сезоне 2002 года, когда вошёл в состав марокканской национальной сборной и выступил на чемпионате мира среди военнослужащих CISM в Ирландии.
В 2003 году в полусредней весовой категории завоевал серебряную медаль на Африканских военных играх в Тунисе, взял бронзу на международном турнире «Таммер» в Тампере, где на стадии полуфиналов был остановлен болгарином Спасом Геновым.
В 2004 году стал бронзовым призёром на Кубке Акрополиса в Афинах и на чемпионате мира среди военнослужащих CISM в США, одержал победу на домашнем международном турнире «Мухаммед VI Трофи» в Рабате. На Африканском олимпийском квалификационном турнире в Касабланке сумел дойти до финала, выиграв у всех соперников по турнирной сетке кроме алжирца Бенамара Мескина, и тем самым удостоился права защищать честь страны на летних Олимпийских играх в Афинах. На Играх, однако, уже в стартовом поединке категории до 69 кг со счётом 15:30 потерпел поражение от россиянина Олега Саитова и сразу же выбыл из борьбы за медали.
После афинской Олимпиады Аит Хамми ещё в течение некоторого времени оставался в составе боксёрской команды Марокко и продолжал принимать участие в крупнейших международных турнирах. Так, в 2005 году в полусреднем весе он выиграл домашний чемпионат Африки в Касабланке, дошёл до четвертьфинала на Средиземноморских играх в Альмерии, проиграв французу Ксавье Ноэлю, выступил на Кубке мира в Москве, где по очкам уступил грузину Кахаберу Жвании, взял бронзу на международном турнире «Таммер» в Тампере и серебро на Играх франкофонов в Ниамее. При этом на чемпионате мира в Мяньяне остановился в 1/8 финала, потерпев поражение от представителя Казахстана Бахтияра Артаева.